# اثر پیشتر
در اکولوژی، یک اثر پیشتر (به انگلیسی: Priority effect)، تأثیری است که یک گونه خاص می‌تواند به دلیل ورود پیشتر (زودتر) بر رشد جامعه در یک سایت داشته باشد.
دو نوع پایه‌ای از «اثر پیشتر» وجود دارد: اثر پیشتر بازدارنده که زمانی رخ می‌دهد که گونه‌ای که ابتدا به یک سایت می‌رسد، با کاهش در دسترس بودن فضا یا منابع، روی گونه‌ای که بعداً وارد می‌شود، تأثیر منفی می‌گذارد. یک اثر پیشتر تسهیل‌گر زمانی اتفاق می‌افتد که گونه‌ای که ابتدا به یک مکان می‌رسد، شرایط غیرزیستی یا زیستی را به گونه‌ای تغییر می‌دهد که تأثیر مثبتی بر گونه‌ای که بعداً وارد می‌شود، دارد. تأثیر جانداران پیشتر یک عنصر مرکزی و فراگیر برای رشد جامعه بوم‌شناختی است که کاربردهای مهمی برای سیستم‌های طبیعی و همچنین تلاش‌های بازسازی بوم‌شناختی دارد.